# Irina Jewgenjewna Laschko
Irina Jewgenjewna Laschko (russisch Ирина Евгеньевна Лашко; * 25. Januar 1973 in Kuibyschew) ist eine ehemalige russische Wasserspringerin, die zwischen 2001 und 2006 für Australien antrat. Sie startete im Kunstspringen vom 1-m- und 3-m-Brett und im 3-m-Synchronspringen. Laschko gewann zahlreiche Medaillen bei Olympischen Spielen, Welt- und Europameisterschaften und Commonwealth Games. Bei ihren vier Teilnahmen an Olympischen Spielen repräsentierte sie vier Länder.

## Werdegang
Laschko kam mit zehn Jahren zu einer Elitesportschule, auf der sie zehn Jahre lang intensiv das Kunstspringen lernte. Nachdem sie zwischen 1991 und 1993 fünf Medaillen bei internationalen Großereignissen gewinnen konnte, nahm sie sich bedingt durch die Geburt ihrer Tochter Alina im Jahr 1994 eine kleine Auszeit. 1998 heiratete Laschko den Australier Carol Furler und zog nach Melbourne, 1999 erhielt sie die australische Staatsbürgerschaft. Laschko wollte bei den Olympischen Spielen 2000 in Sydney erstmals für Australien starten, Russland verzögerte jedoch die Freigabe, so dass ihr nur die Zuschauerrolle blieb. So waren die Weltmeisterschaften 2001 ihr erster großer Auftritt für ihre Wahlheimat. 2003 wurde sie die erste australische Weltmeisterin im Wasserspringen. Im Jahr 2006 kam es zum Bruch mit dem australischen Verband, nachdem Laschko fehlende Unterstützung bemängelte. Sie verlegte ihren Trainingsstützpunkt nach Jekaterinburg und startete bei den Weltmeisterschaften 2007 wieder für ihr Heimatland Russland. Nach verpasster Qualifikation für die Olympischen Spiele 2008 in Peking beendete Laschko ihre aktive Karriere. Sie lebt jetzt wieder mit ihrer Familie in Australien.
Insgesamt nahm sie an vier Olympischen Spielen teil. 1988 in Seoul startete sie für die Sowjetunion und wurde im Kunstspringen vom 3-m-Brett Vierte. 1992 in Barcelona gewann sie ebenso die Silbermedaille vom 3-m-Brett für das Vereinte Team wie 1996 in Atlanta für Russland. 2004 in Athen konnte sie für Australien im 3-m-Synchronspringen mit Chantelle Newbery Bronze erringen.
Bei Weltmeisterschaften gewann Laschko drei Gold- und zwei Silbermedaillen. 1991 in Perth gelang ihr vom 3-m-Brett die Silbermedaille, 1998 abermals in Perth wurde sie Doppelweltmeisterin. Sie siegte vom 1-m-Brett und zusammen mit Julija Pachalina im 3-m-Synchronspringen. 2001 gewann sie in Fukuoka für Australien Silber vom 3-m-Brett und 2003 in Barcelona Gold vom 1-m-Brett.
Erfolgreich war Laschko auch bei Schwimmeuropameisterschaften. 1989 in Bonn gewann sie Gold vom 1-m-Brett, 1991 in Athen folgte Silber vom 1-m-Brett und Gold vom 3-m-Brett und 1993 in Sheffield erneut Silber vom 1-m-Brett. Jeweils zwei Silbermedaillen erreichte sie 1997 in Sevilla und 1999 in Istanbul, 1997 vom 1-m-Brett und im 3-m-Synchronspringen und 1999 vom 1-m- und 3-m-Brett.
Bei den Commonwealth Games 2002 in Manchester siegte sie vom 1-m- und 3-m-Brett.
2018 wurde sie in die International Swimming Hall of Fame aufgenommen.